# Schroeder Race Cars
Schroeder war ein US-amerikanischer Chassis-Hersteller im Monoposto-Rennwagenbau der 1950er-Jahre.
Schroeder gehörte zu den Rennwagenproduzenten, die in den 1950er-Jahren Fahrzeuge für die AAA-National-Serie – vergleichbar mit der heutigen Indy-Car-Serie – herstellten. 1951 wurden die Wagen – angetrieben von einem Offenhauser-Motor – erstmals auch beim 500-Meilen-Rennen von Indianapolis eingesetzt. Gefahren wurden die Boliden von Bobby Ball und Duke Dinsmore. Ball erreichte im Rennen den fünften Rang in der Gesamtwertung. Da das 500-Meilen-Rennen von 1950 bis 1960 zur Formel-1-Weltmeisterschaft zählte, erreichte Ball auch zwei Punkte in der Fahrerwertung. Oft wird Schroeder auch als Konstrukteur in Team-Statistiken der Formel 1 erwähnt. Allerdings gibt es den Konstrukteurspokal in dieser Rennserie erst seit 1958; bis dahin wurden an Teams offiziell keine Punkte vergeben.
Schroeder war in Indianapolis bis 1955 aktiv. Jimmy Bryan wurde 1953 Vierzehnter in der Endwertung. Andy Linden und Len Duncan 1954, sowie Keith Andrews 1955, kamen nach Ausfällen nicht in die Wertung.